# Jacopo Talenti
Jacopo Talenti (Nipozzano, 1300 c.a. – Firenze, 1362) è stato un architetto italiano e un frate domenicano presso il convento di Santa Maria Novella nel capoluogo toscano.

## Biografia
Proveniente da una famiglia di scultori e architetti, nacque nel 1300 nel castello di Nipozzano a Firenze, fu inizialmente magister lapidum durante la costruzione della Basilica di Santa Maria Novella e poi come architetto per altre fabbriche. Realizzò poi la sacrestia per la Cappella Gondi nel 1350 e nel 1359 il Cappellone degli Spagnoli, un complesso domenicano di Firenze. Per il museo della Basilica di Firenze, costruì il chiostro verde tra il 1332 fino a circa il 1350. Inoltre, venne chiamato a Santa Reparata per consigliare sulle adunanze dei maestri e degli operai, in virtù della stima che godeva all'epoca e partecipò al cantiere per la ricostruzione del ponte alla Carraia dopo la piena del 1333. Come religioso, fece parte dell'Ordine dei frati predicatori
Alcuni storici lo considerano fratello del scultore e architetto Francesco Talenti, mentre altri smentiscono questa notizia. Negli ultimi anni di vita fu consulente per l'Opera del Duomo, morendo nel 1362. Viene descritto dallo storico dell'arte Filippo Baldinucci come un "valente architetto".